# 서울종로경찰서
서울종로경찰서(서울鐘路警察署, Seoul Jongno Police Station)는 서울특별시경찰청이 관할하는 경찰서 중 하나이다. 서울혜화경찰서와 함께 서울특별시 종로구를 관할한다. 서울특별시 종로구 인사동5길 41(공평동 1)에 위치하고 있다.
서장은 총경으로 보한다.

## 연혁
- 1945년 10월 21일: 국립경찰 창설 종로경찰서 개서
- 1948년 11월 25일: 공평동 163번지으로 이전
- 1957년 3월 13일: 신축 청사 이전 (경운동 94번지)
- 1982년 11월 22일: 신축 청사 이전 (경운동 90-18번지)
- 2001년 12월 27일: 서울종로경찰서로 명칭 개정
- 2022년 8월 4일: 종로경찰서 신축공사로 임시청사 이전(공평동 1)

## 조직
| - 청문감사관 - 경무과 - 생활안전과 - 112종합상황실 | - 여성청소년과 - 수사과 - 형사과 - 교통과 | - 경비과 - 공공안녕정보외사과 - 안보과 |

## 관할 지구대
서울종로경찰서는 13개 파출소를 산하에 두고 있다.
| 명칭          | 사진 | 주소                            | 관할구역                                                                                                   | 치안센터     |
| ------------- | ---- | ------------------------------- | --- | ------------ |
| 종로2가파출소 |      | 종로구 종로17길 4 (종로2가)     | 인사동, 낙원동, 돈의동, 익선동, 경운동, 견지동 일부, 공평동 일부, 와룡동 일부, 운니동 일부, 종로2·3가 일부 |              |
| 관수파출소    |      | 종로구 삼일대로 386 (관철동)    | 관철동, 관수동, 장사동 일부, 종로2·3가 일부                                                                |              |
| 세검정파출소  |      | 종로구 세검정로 226 (홍지동)    | 부암동, 홍지동, 신영동 일부, 평창동 일부, 구기동 일부                                                      |              |
| 평창파출소    |      | 종로구 평창8길 2(평창동)        | 평창동 일부, 신영동 일부, 구기동 일부                                                                      | 구기치안센터 |
| 삼청파출소    |      | 종로구 삼청로 66 (소격동)       | 사간동, 소격동, 삼청동, 괄판동, 가회동, 화동, 재동, 안국동, 송현동, 계동, 원서동, 운니동 일부              |              |
| 통의파출소    |      | 종로구 효자로 9 (통의동)        | 통의동, 창성동, 효자동, 적선동 일부, 궁정동 일부                                                           |              |
| 청운파출소    |      | 종로구 자하문로 92-1 (궁정동)   | 청운동, 신교동, 세종로동 일부, 궁정동 일부                                                                 |              |
| 옥인파출소    |      | 종로구 자하문로17길 24 (옥인동) | 옥인동, 통인동, 누상동 일부, 누하동 일부                                                                   |              |
| 교남파출소    |      | 종로구 송월길 152 (행촌동)      | 홍파동, 교남동, 교북동, 평동, 송월동, 행촌동, 무악동                                                       |              |
| 세종로파출소  |      | 중구 세종로 141 (태평로1가)     | 세종로동 일부, 도렴동 일부, 당주동 일부, 신문로1·2가 일부                                                  |              |
| 신문로파출소  |      | 종로구 경희궁길 6-3 (신문로1가) | 내수동, 당주동 일부, 내자동 일부, 필운동 일부, 도렴동 일부, 적선동 일부, 신문로1·2가 일부, 사직동 일부     |              |
| 사직파출소    |      | 종로구 사직로9가길 6 (필운동)   | 체부동, 사직동 일부, 필운동 일부, 내자동 일부                                                              |              |
| 청진파출소    |      | 종로구 우정국로 45-3 (견지동)   | 수송동, 중학동, 종로1가, 청진동, 공평동 일부, 견지동 일부, 세종로동 일부                                   |              |

## 같이 보기
- 서울특별시경찰청
- 서울혜화경찰서
- 경찰박물관